# Рінд (міфологія)
Рінд (давньоскан. Rindr, лат. Rinda) — персонажка германо-скандинавської міфології, яку описують як йотунку, богиню або принцесу зі сходу (з територій сучасної України). Вона була зґвалтована Одіном й народила сина Валі.
Основним джерелом, яке згадує про Рінд, є «Діяння данів» (Gesta Danorum), книга 3-я. Тут вона названа Ріндою (Rinda), донькою короля Русів. Після смерті Бальдра Одін спитав поради в провидців про те, як помститися. За їхньою порадою він прийшов до Русинів під маскою воїна на ім'я Ростер. Рінд двічі відмовила йому. Тоді він обернувся на знахарку на ім'я Веха. Коли Рінд захворіла, Одін прийшов до неї й сказав, що в нього є ліки, попередивши, що від них буде доволі сильна реакція. За порадою Одіна король наказав прив'язати Рінд до ліжка, після чого Одін став ґвалтувати Рінд. Від цього зґвалтування з'явився Боус, який помстився за Бальдра.
Спокушання Рінд Одіном також описано в 3-ьому стансі «Пісні про Сіґурда» (Sigurðarkviða) Кормака Еґмундарсона — хвалебної пісні Сіґурдові Гладаярлові (давньоскан. Sigurðr Hlaðajarl), правителю Тронгейму в середині X ст. В стансі сказано «Óðinn seið til Rindar», вказуючи на магічний спосіб спокушання Рінд. Це говорить про те, що Кормак вважав магію під назваою seiðr невід'ємною частиною Одіна.